# Fiat 666RN
Le Fiat 666 RN était un autobus fabriqué par la division autobus de Fiat V.I., branche du groupe italien Fiat.
Il a été lancé au lendemain de la seconde guerre mondiale, en 1948, pour assurer le développement du transport urbain et sur route des italiens en remplacement du Fiat 656RN.
Cet autobus, comme tous les modèles dans le monde à cette époque, utilisait le châssis surbaissé dérivé d'un camion existant avec le moteur placé à l'avant du véhicule, donc dans une position encombrante pour l'accès des voyageurs et la conduite. (Cf les cars Chausson ont gardé jusque dans les années 80 ce type de conception).
Le Fiat 666 RN, d'une longueur normalisée en Italie, de 10 mètres, était équipé du même moteur que le camion, le fameux Fiat 366.45, un 6 cylindres de 9.365 cm3, développant 113 ch DIN dans sa version originelle. Ce moteur s'avèrera très robuste, fiable et peu gourmand en gazole. Le poste de conduite était à droite, comme le voulait le code de la route italien.
Le Fiat 666 RN connaîtra plusieurs séries successives, car, comme à l'accoutumée en Italie, le modèle de base Fiat Cansa sera épaulé par les versions carrossées par les carrossiers spécialisés Barbi, Bianchi, Dalla Via, Menarini, Orlandi, Viberti qui réalisaient les versions urbaines et de banlieue ou même GT.
Notas :
- RN signifie : R - Ribassato, le châssis d'origine dérivé du camion correspondant a été abaissé pour être compatible avec l'accès à bord des passagers. N comme pour les camions désigne le type de carburant N = nafta, gasoil en italien.
- Cansa est l'acronyme de "CArrozzerie Novaresi Società Anonima" - Carrosseries de Novare Société Anonyme. Cette société de carrosserie industrielle était une filiale de Fiat Bus dont les ateliers et le siège social est implanté à Cameri, près de Novare. Avec l'introduction du Fiat 343 Cameri, en 1972, l'appellation commerciale devint "Carrozzeria Fiat Cameri".

La production du Fiat 666 RN cessa en 1953 pour être remplacé par le Fiat 682RN lancé un an plus tôt en 1952. Beaucoup d'entre eux ont retrouvé une seconde jeunesse en Afrique et dans les pays de l'Est.

## Le Fiat 666 RN polonais
L'autobus Fiat 666 RN fut également fabriqué en Pologne sous forme d'assemblage avec les principaux composants en provenance d'Italie, entre 1950 et 1951.
C'est en 1950 que le "Conseil Central de l'Industrie Automobile" polonais décide de remplacer les anciens autobus Leyland LOPS 3/1 fabriqués sous licence. Il décide de confier à l'usine Sanowag de Sanok, la construction d'un nouveau modèle d'autobus urbain et de banlieue, le Fiat 666 RN, après avoir acquis la licence de production auprès de Fiat V.I. en Italie. L'aménagement intérieur de la version polonaise a été adapté par Stanisław Panczakiewicz afin de rendre le véhicule plus conforme aux habitudes locales. Le moteur sélectionné par les autorités polonaises sera celui équipant le Fiat 626 de 5.750 cm3 développant 70 ch, considérant que le moteur d'origine était trop puissant. En raison des restrictions imposées par la guerre froide entre les blocs de l'Est et de l'Ouest, seulement 71 exemplaires de ce modèle sortiront de l'usine polonaise.